# René Bo Hansen
René Bo Hansen (født 19. december 1952 i København) er en dansk instruktør, manuskriptforfatter og fotograf, der siden starten af 1980'erne har arbejdet på forskellige filmprojekter i Danmark. Det tavse håb, Pas på nerverne, Så himmelsk anderledes, Mellem grænser og The Eagle Hunters Son er et udsnit af René Bo Hansens værker. Sidstnævnte fik international succes og var med på 35 internationale festivaler. Bo Hansen har siden 1999 undervist på Kort og Dokumentar Filmskolen.
René Bo Hansens senest film er en dokumentarfilm ved navn "fortællingen om Rosa – en film med og om plejebørn" skildrer og fortæller 5 plejebørns historie. Den har premiere 17. september 2011 på Buster Filmfestival.
2011: "Fortællingen om Rosa" premiere 17. september 2011 i forbindelse med Buster Filmfestival
2009: ”Ørnejægerens søn” færdiggjort, foreløbig: 25 internationale festivaler, biograf premiere i Tyskland, Holland, Belgien, Sverige m.v.
2008: ”Så himla Anderlunda” manuskript, instruktion. Underviser på "Kort og Dokumentar Filmskolen. ”..fra Hamids mor” instruktion, foto for DR, Undervisnings – og Integrations ministeriet.
2007: Underviser på "Kort og Dokumentar Filmskolen." I produktion: spillefilmen ”Ørnejægerens søn”
2006: Underviser på "Kort og Dokumentar Filmskolen". Opstart spillefilmen ”Ørnejægerens søn” – idé, instruktion.
2004/05: Underviser på "Kort og Dokumentar Filmskolen". “Pas på nerverne” producent, manus, instruktion, foto, for Det Danske filminstitut, Integrations og Undervisningsministeriet m.v. “Zena – den syge helbreder”- producent, manus, regi., foto.
2003: Underviser på " Kort og Dokumentar Filmskolen", “Tro, håb på kærlighed” serie, producent, foto, klipning for DR.
2002: Underviser på " Kort og Dokumentar Filmskolen", Børnefilmen "Migas rejse", manus, instruktion, foto – for DR og Det Danske Filminstitut, samt en række udenlandske Tv-stationer
2001: Underviser på " Kort og Dokumentar Filmskolen", "Danser med Ånder" instruktion, producent, manus, foto – DBC
2000: Underviser på " Kort og Dokumentar Filmskolen", "Mangfoldighed eller kaos" instruktion, producent, manus, foto for DR.
1999: Underviser på " Kort og Dokumentar Filmskolen", "Det tavse Råb". Manus, instruktion, co-producent – for Det Danske filminstitut, Undervisnings-, Social- og Sundhedsministeriet m.fl. "Fra Filippinerne til Hong Kong", manus, instruktion , foto for DR.
1998: "Børn af Vestenvinden", manus, , instruktion, foto for DR. "I skyggen af et folkemord" manus, instruktion, foto for DR. "Gadebørn i Mongoliet" producent, instruktion, foto. klipning for SL.
1997: "Fra mørke til lys" (DK), producent, instruktion, manus, foto for Kbh. kommune, BUPL, DBC m.fl.,
1996: "Livtag" (DK) manus, , instruktion, co- producent – for Det Danske filminstitut, Socialministeriet m.fl.
1995: Konsulent og klipper "Dansebilleder" Mozambique- för Operation Dagsværk. Produktionsleder på 3 x 10 børneprogrammer: "Verdens Skabelse" – Norsk TV, Svensk TV 1 og DR. Klipper "Troldmandens lærling" – Nordfilm 1999 – Det Danske filminstitut
1994: Manus instruktion af trilogien: "Min krop er Min" (DK) video – for Det Danske filminstitut. Introduktionsprogram for Det Danske filminstitut, Undervisningsministeriet mv.
1990 – 1993: AV-konsulent samt administrator av AV-ordningen for "Fagligt Forum"
1988: ”Mellem Grænser" (Libanon/DK) – manus, instruktion for DFI, DR., samt biografer. Kursleder på "Victoria" Billedehøjskole. Diverse lyd-dias overblændningsserier, fotograf, lyd og bearbejdning.
1982 – 1988: Daglig leder af distributions selskabet "Filmcentrum", filmimport og festivaler.
1980 – 1981: Manus, foto, instruktion: "Den Glemte Krig" – Sverige TV 2, biografer DK, Norge, Holland. Fotograf for Alpha Foto Bureau.